# استان کوزنتسا

استان کوزنتسا (به ایتالیایی: Provincia di Cosenza) از استان‌های کشور ایتالیا است. استان کوزنتسا در جنوب این کشور قرار دارد. مرکز این استان شهر کوزنتسا و زیرمجموعه ناحیه کالابریا می‌باشد. مساحت این استان ۶٬۶۵۰ کیلومتر مربع و جمعیت آن ۷۳۴٬۴۳۰ نفر است. پلاژهای ساحلی و پارک‌های آبی سالانه گردشگران زیادی را به این استان جذب می‌کنند.